# 阿达尔·弗里德曼
阿达尔·弗里德曼（希伯來語：‎，2006年7月18日—），以色列艺术体操运动员，2022年世界艺术体操锦标赛集体全能和5人圈操银牌得主、2023年世界艺术体操锦标赛集体全能和3人带操+2人球操金牌得主。